# Linoy Ashram

Linoy Ashram (hebrejsko לינוי אשרםZ; rojena 13. maj 1999) je izraelska ritmična gimnastičarka . Je olimpijska prvakinja leta 2020 v mnogoboju, srebrna medalistka Svetovnega prvenstva 2018 v mnogoboju, dvakratna (2017, 2019) bronasta medalista Svetovnega prvenstva v mnogoboju, evropska prvakinja v mnogoboju leta 2020 in srebrna medalistka evropskih iger v mnogoboju. 

## Zgodnje življenje
Linoy se je rodila v Izraelu, v kraju Rishon LeZion v družini judovskega Mizrahija ( jemensko-judovski ) in sefardskega judovskega (grško-judovskega) rodu. Njen oče je vojak v IDF, mati pa pomočnica vzgojiteljice v vrtcu.
Novembra 2017 je bila pri 18 letih kot vojakinja vpoklicana v izraelske obrambne sile . 
Od leta 2018 prebiva v Rishon LeZionu . 

## Športna kariera

### Mladinke
Linoy se je na mednarodnih tekmovanjih prvič pojavila leta 2011. Leta 2014 je Ashram svojo sezono začela s tekmovanjem Miss Valentine 2014 v Tartuju v Estoniji, nato pa tekmovala na mednarodnem tekmovanju v okviru Velike nagrade Moskve, kjer je v mnogoboju zasedla 9. mesto in s tem Izraelu pridobila za nastop na mladinskih olimpijskih igrah. Tekmovala je tudi na mladinskem tekmovanju v okviru svetovnega pokala v Pezaru in v Taškentu, kjer je s kiji in obročem osvojila srebrno medaljo. V svojem naslednjem nastopu na mladinskem tekmovanju v okviru svetovnega pokala v Minsku je skupaj z Izraelsko ekipo osvojila srebro in v vseh finalih zasedla 4. mesto.
10.-16. junija 2014 je nastopila na evropskem mladinskem prvenstvu 2014, kjer se je uvrstila v finale z vsemi štirimi rekviziti. Osvojila je bronasto medaljo s kiji in trakom, končala na 4. mestu z žogo in na 5. mestu z obročem. Nato nastopila na mladinskem tekmovanju v okviru svetovnega pokala v Sofiji, kjer je v mnogoboju zasedla 4. mesto. Istega leta je zastopala Izrael na mladinskih olimpijskih igrah 2014 v Nankingu na Kitajskem , kjer zasedla 5. mesto v finalu mnogoboja za romunsko predstavnico Ano Luizo Filiorianu.  Bila je zastavonoša zaključne slovesnosti na mladinskih olimpijskih igrah. Novembra je osvojila zlato v mnogoboju finalne mladinske velike nagrade v avstrijskem Innsbrucku leta 2014.

### Članice

#### 2015
Leta 2015 je prvič nastopila v članski kategoriji. Sezono je otvorila na mednarodnem turnirju v okviru Velike nagrade Moskve in končala na 4. mestu v mnogoboju. Maja je nastopila na veliki nagradi Holon 2015, kjer se je v mnogoboju uvrstila na 11. mesto. Avgusta je nastopila na pokalu MTK v Budimpešti, kjer je bila 5. v mnogoboju in se uvrstila v finale treh rekvizitov. Od 9. do 13. septembra je skupaj s sorojakinjama Neto Rivkin in Viktorijo Veinberg Filanovski nastopila na svetovnem prvenstvu leta 2015 v Stuttgartu, kjer so v ekipnem tekmovanju zasedle 4. mesto.  16–18. oktobra je nastopila na finalu Grand Prix 2015 v Brnu, kjer je s skupno 70.000 točkami v mnogoboju osvojila srebrno medaljo. Uvrstila se je v vse finale, kjer je osvojila srebro z obročem in žogo, z drugima dvema rekvizitoma pa je zaradi odstopa Margarite Mamun osvojila še zlato s kiji in še eno srebro s trakom. Tako je od postala druga najmlajša medalistka Grand Prixa za Janino Batirčino.

#### 2016
Ashram je sezono ponovno otvorila na Veliki nagradi Moskve, kjer je končala je na 16. mestu v mnogoboju in se uvrstila v finale obroča, žoge in traka. 12. – 13. marca je tekmovala na turnirju MTM v Ljubljani v Sloveniji, kjer je v skupnem seštevku 71.350 točk  osvojila bronasto kolajno v mnogoboju. Z obročem in s trakom je osvojila bron, z žogo se je uvrstila na 4. mesto, v finalu s kiji pa na 7. mesto. Nato je 1.–3. aprila nastopila na svetovnem pokalu Pezaro 2016, kjer je v mnogoboju zasedla 9. mesto in se uvrstila v finale s trakom, kjer je končala na 8. mestu. Na izraelskem prvenstvu leta 2016 je osvojila srebrno medaljo v mnogoboju za sorojakinjo Viktorijo Veinberg Filanovski. 13-15. maja je nastopila na svetovnem pokalu v Taškentu , kjer je v mnogoboju (71 800) premagala bronasto sorojakinjo Neto Rivkin, in se uvrstila v vse štiri finale: z žogo je osvojila bron, v obroču in kijih je bila 4., s trakom pa 6. Ashram je med 17. in 19. junijem nastopila na evropskem prvenstvu 2016, kjer je s 72.074 točkami končala na 8. mestu.  23. in 24. septembra je Ashram vrhunec dosegla s tekmovanjem na finalu Grand Prix leta 2016 v Eilatu, kjer je v mnogoboju zasedla 4. mesto s skupno 72.850 točkami zaostanka za Rusinjo Arino Averino.

#### 2017
Linoy je ponovno nastopila na Veliki nagradi Moskve, kjer je zasedla 6. mesto v mnogoboju in se uvrstil v vse finale: s kiji je osvojila bron, z žogo je zasedla 4. mesto, v obroču in traku pa 5. mesto. 5.-7. maja je nastopila na svetovnem pokalu v Sofiji in v mnogoboju osvojila bron s skupno 70.300 točkami. Uvrstila se je tudi v vse finale in osvojila srebro v obroču, bron s kiji ter zasedla 4. mesto s trakom in 8. mesto v žogi. 19. in 21. maja je Ashram skupaj s soigralko Viktorijo Veinberg Filanovski zastopala Izrael na evropskem prvenstvu; kjer se je uvrstila v vse finale in s kiji osvojila bronasto medaljo,  končala na 5. mestu z žogo in na 6. mestu s trakom. ,Med 20. in 30. julijem je tekmovala na svetovnih igrah 2017, ki so potekale v Wrocławu na Poljskem. Urstila se je v finale z vsemi rekviziti, osvojila srebrno medaljo s kiji pred Rusinjo Arino Averino, bron z obročem za Rusinjo Dino Averino in končala na 8. mestu z žogo in na 6. s trakom. 11.-13. avgusta je nastopila na svetovnem pokalu v Kazanu in v mnogoboju zasedel 4. mesto za Jekaterino Galkino in v finalih osvojila štiri bronaste medalje. Od 30. avgusta do 3. septembra se je na svetovnem prvenstvu leta 2017 v Pesaru v Italiji uvrstila v tri finale rekvizitov,    zasedla 6. mesto v obroču, 4. mesto v žogi in bronasto v traku. V mnogoboju se je z bronasto kolajno zapisala v zgodovino kot prva izraelska ritmična gimnastičarka, ki je osvojila medaljo v mnogoboju na svetovnem prvenstvu; pred tem je bila Neta Rivkin edina Izraelka z osvojeno medaljo, vendar je iz finalnega tekomvanja (bronasta medalja v obroču). 

#### 2018
30. marca - 1. aprila se je sezona zanjo začela s tekmovanjem na svetovnem pokalu v Sofiji, kjer je v mnogoboju osvojila bronasto medaljo, v finalu s trakom pa je osvojila svoje prvo zlato v svetovnem pokalu n končala na 4. mestu z žogo in trakom ter na 8. mestu z obročem. Aprila je na svetovnem pokalu v Pezaru ponovno osvojila bronasto medaljo v mnogoboju, se uvrstila v vse finale; kjer je osvojila zlato s kiji, srebro z žogo, z obročem in trakom pa je bila 5. Na svetovnem pokalu v Taškentu je osvojila srebro v mnogoboju (73.100 točk) za Aleksandro Soldatovo. Na podlagi izjemnih rezultatov v Sofiji, Pesaru in Taškentu je bila skupna zmagovalka v seriji svetovnega pokala leta 2018.  Meseca maja je na svetovnem pokalu v Guadalajari pred Rusinjama Aleksandro Soldatovo in Arino Averino osvojila svojo prvo zlato medaljo v mnogoboju (72.800 točk). Zmagala je tudi v finalu z žogo, osvojila srebro z obročem in trakom ter zasedla 6. mesto s kiji.

#### 2019
Leta 2019 se zaradi poškodbe ni udeležila evropskega prvenstva. Po okrevanju prvič nastopila junija 2019, ko se je udeležila evropskih iger v Minsku in osvojila zlato v finalu z žogo in kiji ter srebro mnogoboju in finalu s trakom.  Septembera je nastopila na svetovnem prvenstvu v Bakuju, njenem najuspešnejšem. Najprej je Izraelski ekipi je pomagala osvojiti prvo srebrno ekipno medaljo (s sorojakinjami Nikol Zelikman, Nikol Voronkov in Juliano Telegino). V finalu z žogo in mnogoboju je osvojila bronasto medaljo, v finalih z obročem, kiji in trakom pa srebrno medaljo. 

#### 2020
Linoy Ashram je 29. novembra nastopila na Evropskem prvenstvu v Kijevu, kjer je v mnogoboju osvojila zlato medaljo. To je bila njena prva zlata medalja v mnogoboju iz večjih prvenstev. V skupnem seštevku 100,9 točk je tesno premagala belorusko tekmovalko Alino Harnasko.
Ta zadnji uspeh jo je zaznamoval kot eno izmed največjih izraelskih upov za olimpijske igre leta 2020 v Tokiu, ki so bile zaradi pandemije COVID-19 prestavljene na leto 2021. Izrael namreč še nima medalje iz olimpijskih iger (niti v individualnem niti v skupinskem programu). 

## Glasba
| Leto | Aparati | Naslov glasbe                                                                        |
| ---- | ------- | ------------------------------------------------------------------------------------ |
| 2019 | Obroč   | Battle of the Kings od Audiomachine                                                  |
| 2019 | Žoga    | Im Ele HaHaim od Keren Peles                                                         |
| 2019 | Kiji    | Istanbullu Gelin avtorjev Kobi Shaltiel, Mash & Matan                                |
| 2019 | Trak    | One Night Only (Disco Version) by Dreamgirls                                         |
| 2018 | Obroč   | Obsidian od Audiomachine                                                             |
| 2018 | Žoga    | Encore Uncore, avtorice Celine Dion                                                  |
| 2018 | Kiji    | Footloose od Glee (igralska različica)                                               |
| 2018 | Trak    | The Mask of Zorro soundtrack medley                                                  |
| 2017 | Obroč   | Star Fusion od Really Slow Motion                                                    |
| 2017 | Žoga    | Hoy Tengo Ganas de Ti, avtorjev Alejandro Fernández, Christina Aguilera              |
| 2017 | Kiji    | Don't Stop Me Now od Queen                                                           |
| 2017 | Trak    | Suite Mignone, Holding Out for a Hero, avtorjev Joop Celis, Silver Screen Superstars |
| 2016 | Obroč   | Henryjeva smrt od BT                                                                 |
| 2016 | Žoga    | Mi Amor avtorja Benise                                                               |
| 2016 | Kiji    | Run the World (Girls) avtorice avtorice Beyoncé, I am the best od 2NE1               |
| 2016 | Trak    | Moon Trance avtorice Lindsey Stirling                                                |
| 2015 | Obroč   | ?                                                                                    |
| 2015 | Žoga    | Mi Amor avtorja Benise                                                               |
| 2015 | Kiji    | What a feeling avtorice Irene Cara                                                   |
| 2015 | Trak    | Moon Trance avtorice Lindsey Stirling                                                |